# Эфуи, Косси
Косси Эфуи (фр. Kossi Efoui, 1962, Анфуэн, Того) — тоголезский прозаик и драматург, пишет на французском языке.

## Биография
Изучал философию в университете Ломе. Участвовал в оппозиции режиму президента Гнассингбе Эйадемы, был вынужден эмигрировать. Живет в Нанте. Ведет хронику в журнале Jeune Afrique (Париж).

## Произведения
- Перекресток/ Le Carrefour, пьеса, Éditions L’Harmattan, 1989 (премия Чикайи У Тамси)
- Récupérations, пьеса, Éditions Lansman, 1992 puis 2010
- La Malaventure, пьеса, Éditions Lansman, 1993 puis 2010
- Le Petit Frère du rameur,пьеса, Éditions Lansman, 1995 puis 2010
- Le Corps liquide, пьеса, Éditions Lansman, 1998
- Полька/ La Polka, роман, Éditions du Seuil, 1998
- L’Entre-deux rêves de Pitagaba, пьеса, Éditions Acoria, 2000
- Устройство церемоний/ La Fabrique de cérémonies, роман, Éditions du Seuil, 2001 (Большая литературная премия Чёрной Африки)
- Concessions, пьеса, Éditions Lansman, 2005
- Volatiles, новеллы, Éditions Joca Seria, 2006
- Io (tragédie), пьеса, Éditions Le bruit des autres, 2007
- Соло призрака/ Solo d’un revenant, роман, Éditions du Seuil, 2008 (премия Тропики, премия Ахмаду Курумы, Премия пяти континентов франкофонии)
- L’entre-deux rêves de Pitagaba conté sur le trottoir de la radio, пьеса, Acoria éditions, 2010
- Тень будущих событий/ L’ombre des choses à venir, роман, Éditions du Seuil, 2011

## Признание
Произведения Эфуи переведены на английский, испанский, польский, чешский языки.